# Past Lies
Past Lies è un film del 2008 diretto da Terry Ingram.

## Trama
La nuova vita tranquilla di Kim, madre del figlio meraviglioso Jacob e moglie del ricco curatore di un museo Harry, viene sconvolta dall'arrivo di due agenti dell'FBI. Questi la informano che il suo ex marito Lawrence è appena uscito di prigione e si è messo subito sulle sue tracce. I due pensano inoltre che Lawrence cercherà presto di mettersi in contatto con la sua ex moglie. Così, per evitare che accada qualcosa di male alla sua famiglia, gli agenti le dicono che dovrà accettare qualsiasi cosa che Lawrence le proporrà e stare al gioco. In questo modo l'FBI potrà arrestarlo e Kim potrà continuare a vivere la sua vita perfetta. La donna all'inizio è titubante nell'accettare la proposta dell'FBI ma, quando Lawrence, dopo averla incontrata in un parco, la ricatta dicendole che, se non farà ciò che lui vuole, rivelerà alla sua nuova famiglia ed ai suoi nuovi vicini che Kim, in realtà, in passato era una criminale, rapinatrice di banche e complice del suo ex marito, sarà costretta ad accettare e compiere un ultimo furto nel museo dove lavora Harry.